# Mount Anne, Antarktis
Mount Anne är ett berg i Antarktis. Det ligger i Östantarktis. Nya Zeeland gör anspråk på området. Toppen på Mount Anne är 3 870 meter över havet, eller 663 meter över den omgivande terrängen. Bredden vid basen är 5,9 km.
Terrängen runt Mount Anne är huvudsakligen bergig, men åt sydväst är den kuperad. Trakten är obefolkad. Det finns inga samhällen i närheten.